# 南丹麥大學
南丹麥大學是一所位於丹麥的大學，在多個丹麥城市有校區。

## 历史
其歷史可追溯至1966年，不過現在的南丹麥大學正式成立於1998年，是由歐登塞大學（1966年）、南丹麥商業工程學院和南日德蘭大學中心合併而成。

## 外部連結
- University of Southern Denmark  （页面存档备份，存于）
- University Library of Southern Denmark  （页面存档备份，存于）
- Tanulj Dániában - University of Southern Denmark - [Official Hungarian Community on Facebook ]
- Alsion, The new campus building in Sønderborg （页面存档备份，存于）
- Ivkstudiet.dk, International business communication site.  （页面存档备份，存于）

55°22′7″N 10°25′41″E / 55.36861°N 10.42806°E